# Joseph Fabricius
Josef Fabricius (* 23. Januar 1865 in Craiova, Rumänien; † 12. Dezember 1934 in Maria-Lanzendorf) war ein österreichischer Gynäkologe.

## Leben und Wirkung
Fabricius war der Sohn eines gleichnamigen Augenarztes und studierte an den Universitäten Heidelberg, Graz und Wien. Nachdem seine Schwester an Kindbettfieber gestorben war, begann er mit einer Ausbildung in Gynäkologie und Geburtshilfe an der Zweiten Universitäts-Frauenklinik im Allgemeinen Krankenhaus Wien. Fabricius entwickelte unter anderem eine neue Methode der Radikaloperation der Schenkelhernie. Weiters etablierte er die offene Wundbehandlung bei Peritonitis. Josef Fabricius wurde 1896 zum Vizedirektor des Maria-Theresien-Frauen-Hospitals ernannt.

## Anerkennungen
- Lanzendorf: Prof.-Josef-Fabricius-Straße

## Belege
- WAIS - Wiener Archivinformationsystem - Tektonik. Abgerufen am 19. Juli 2022.
- Josef Fabricius. Abgerufen am 19. Juli 2022 (deutsch (Sie-Anrede)).
- Prof. Josef Fabricius-Straße in Lanzendorf - Straßenverzeichnis Lanzendorf - Straßenverzeichnis Straßen-in-Österreich.at. Abgerufen am 19. Juli 2022.

| Personendaten    | Personendaten               |
| ---------------- | --------------------------- |
| NAME             | Fabricius, Joseph           |
| ALTERNATIVNAMEN  | Fabricius, Josef            |
| KURZBESCHREIBUNG | österreichischer Gynäkologe |
| GEBURTSDATUM     | 23. Januar 1865             |
| GEBURTSORT       | Craiova, Rumänien           |
| STERBEDATUM      | 12. Dezember 1934           |
| STERBEORT        | Maria-Lanzendorf            |